# Octopus with broken arms
Octopus with broken arms (xinès simplificat: 误杀3, pinyin: Wùshā 3, literalment 'Homicidi involuntari 3') és una pel·lícula de suspens criminal estrenada a la Xina continental el 28 de desembre del 2024. Dirigida per Gan Jianyu, escrita per Chen Sicheng, Wu Pipi, Li Peng i Hu Xiaonan, i protagonitzada per Xiao Yang, Tong Liya, Duan Yihong i Liu Yase. La pel·lícula és la tercera de la sèrie Wusha, i a diferència de les dos primeres pel·lícules, que eren remakes, esta pel·lícula és una història original.

## Trama
Un home ric, Zheng Bingrui, convida la professora Li Huiping a celebrar l'aniversari de la seua filla Zheng Tingting, de 8 anys, que resulta ser segrestada durant la celebració. Després de rebre l'informe, l'oficial de policia Zhang Jingxian dirigeix el seu equip per gestionar el cas del segrest. Després de la filtració de l'informe policial, els segrestadors amenacen Zheng Bingrui i Li Huiping, que es veuen obligats a deixar la policia i rescatar Zheng Tingting pel seu compte.

## Estrena
Octopus with Broken Arms fou la pel·lícula més reeixida als cinemes xinesos el primer cap de setmana del 2025, recaptant 16,1 milions de dòlars (117,5 milions de RMB). La pel·lícula va continuar el seu domini en les dos primeres setmanes a les pantalles xineses.